# زو بیکر
زو بیکر (به انگلیسی: Zoë Baker) (زادهٔ ۲۹ فوریهٔ ۱۹۷۶) شناگر اهل نیوزیلند است.